# Nughedu San Nicolò
Nughedu San Nicolò település Olaszországban, Szardínia régióban, Sassari megyében. Lakosainak száma 744 fő (2023. január 1.). Nughedu San Nicolò Bono, Bonorva, Ittireddu, Pattada, Anela, Ozieri és Bultei községekkel határos.

## Népesség
A település lakossága az elmúlt években az alábbi módon változott:
| Lakosok száma | 814  | 807  | 744  |
|               | 2017 | 2018 | 2023 |